# Giulio Cesare Strozzi
Giulio Cesare Strozzi (vysl. Džulio Čézare Strocci) markýz z Roccy a Cigliara († 4. dubna 1631) byl italský šlechtic z florentského rodu Strozziů, politik a diplomat.

## Život
Markýz Giulio Cesare Strozzi se narodil jako syn Pompea Strozziho z mantovské linie Strozziů a Ricciardy Gonzagové z Cesare (?-1577), z rozrodu Gonzagů z Novellary a Bagnola.
Giulio Cesare coby tajný komorník mantovského vévody Vincenza I. Gonzagy byl v roce 1602 zvolen guvernérem Casale a Monferrata. V roce 1618 se i s rodinou dostal pod ochranu císaře Ferdinanda II. Habsburského. 
V roce 1627 byl velvyslancem rodiny Gonzagů v Anglii a o rok později byl Karlem I. z Gonzaga-Nevers jmenován rytířem vojenského řádu Kristovy krve. V době obléhání Mantovy v roce 1630 byl Strozzi pověřen vévodou z Mantovy, aby vyjednal jeho kapitulaci, devastaci města však nezabránil. 
Historik Pompeo Litta tvrdí, že si rodina Strozziů ponechala přípravnou skicu obrazu Válka v Pise, kterou měl Michelangelo použít k vytvoření fresky ve Starém paláci ve Florencii, a která se ztratila zřejmě při plenění Mantovy. 
Giulio Cesare Strozzi zemřel 4. dubna 1631.

### Manželství a potomstvo
Giulio Cesare Strozzi byl ženatý s Annou z Carretta, se kterou měl osm dětí:
- Gerváz/Gerio, guvernér Casale v roce 1655
- Lev/Leone
- Ferdinand/Ferdinando
- Ludvík/Luigi
- Antonín/Antonio
- Palla (?-1690), velvyslanec Gonzaga z Mantovy
- Viktorie/Vittoria, provdaná za Scipiona Capilupiho
- Julius/Giulio (?-1685), duchovní